# 出家人
出家人、修道人（多在基督宗教使用），字面上的意思是“因为宗教信仰而离开家庭，修行的人”，独居或者群居，守持戒律。最早源自於古印度吠陀宗教與沙門傳統，這個術語經佛教傳入中國。出家人不一定就等於聖職者，但兩者都是因為宗教的事業所需要的獨特生活方式。
出家人例如，佛教的僧侣和尼姑等，或道教全真派的道士和道姑；而天主教的修士修女與神父等亦是。在中国伊斯兰教的戛迪林耶、库布林耶，也使用出家人的说法。
相对于出家，不出家叫在家，不出家的人叫在家人。在家人也有不同的称呼，如佛教和道教有居士、善信、俗家弟子等称谓。而出家后，經由儀式捨掉先前所受的出家戒律，则被叫做还俗。

## 語源
“出家人”一詞來源於“出家”，而由於這個詞在中國基本上成爲因宗教信仰不婚或成爲職業的宗教教职人員的通用詞，所以很難界定究竟來源於哪個宗教概念。而早期有些翻譯人員，因爲對於宗教術語不熟，也有把英文monk借用佛教用語譯作“僧侶”。而英文的monk也同“出家人”的意思一樣，因宗教而不婚或獨身，所以很多宗教的神職人員，翻譯到中文，都成了「僧侶」。

## 佛教
“出家”在梵語中是，巴利语，音译“波吠儞野”。在佛教中，出家人又通称为僧伽（羅馬化：Saṅgha，羅馬化：Saṃgha），简称僧，也称为僧侣、僧人。
男性出家人被称为比丘（汉地俗称和尚），女性为比丘尼（汉地俗称尼姑），不足二十岁男性为沙弥，不足二十岁女性为沙弥尼。
但日本佛教、韓國佛教與西藏佛教有些教派對於邪婬戒律的範圍，只明確了不適當的行淫對象，例如侵犯他人妻婦。漢傳佛教自行認定這些人已非出家人。

## 道教
道教只有全真道受佛教影响有出家制度，歷史上全真道南宗不提倡出家。道教正一道道士一般蓄妻育子，不出家。

## 基督宗教
有時，民間會將 “不婚的天主教神职人员”也稱作出家人。如天主教中，方濟會創始人聖方濟受到《馬太福音》的感召而出家。，以此爲題，畫家喬托的世界名畫 《Legend of St Francis: 5. Renunciation of Worldly Goods》；中国礼仪之争中，康熙帝堅持利瑪竇規矩，說：「朕已將話傳至宗主國（梵蒂岡），如教化王（克勉十一世）不遵從，爾等可自任去留；爾等既是出家人，即留於本國著住修道。」；又如單國璽樞機主教.《真正的自由》：「我是個出家人，跟聖嚴法師一樣，沒有自己的財產，我最寶貴的財產，就是我的信仰。」

## 伊斯兰教
中国伊斯兰教戛迪林耶和库布林耶，也出家修行，戛迪林耶的也使用出家人的说法。

## 印度教
印度教种姓制度中的婆罗门爲终身的出家人，即祭司。印度教还强调再生族有四行期，其中的梵行期就是出家在森林中修行，最後的弃绝期也是抛弃财富、出家静修。此外，湿婆派、毗湿奴派出家人中还有苦行僧、娑婆弥等类别。

## 引用和注释
1. ↑  .   [2014-01-09]. （原始内容存档于2014-01-09）.
2. ↑  李守孔《中國近代史》。